# Rafael Yabut
Rafael Yabut (ur. 10 grudnia 1925 w Candabie, zm. 22 lutego 1997 w Makati) – filipiński dziennikarz i prezenter radiowy.

## Życiorys

### Młodość, wykształcenie i działalność poza środowiskiem radiowym
Yabut urodził się 10 grudnia 1925 w Candabie w Pampandze. Podczas II wojny światowej aktywny w antyjapońskiej partyzantce. Kształcił się na Uniwersytecie Dalekowschodnim. Między 1950 a 1953 przebywał na Półwyspie Koreańskim, wchodził w skład filipińskiego kontyngentu wojsk Organizacji Narodów Zjednoczonych walczącego w toczącej się tam wówczas wojnie. Do 1975 służył także w policji. Doszedł w niej do stopnia podpułkownika. Wystąpił ponadto w kilku filmach, między innymi w Mr. Announcer z 1959.

### Kariera radiowa
Rafael Yabut swą karierę zawodową szybko związał z radiem, pierwotnie z DZRH (1947), najstarszą stacją na Filipinach. Początkowo został w niej zatrudniony jako elektryk, następnie zaś był didżejem. Jego talent jako pierwszy dostrzegł Amerykanin Hal Bowie, ówczesny właściciel rozgłośni. To właśnie dzięki niemu od końca lat 40. Yabut prowadził na antenie macierzystego radia program Tayo'y Mag-aliw. Trwająca dwie godziny oraz emitowana codziennie za wyjątkiem niedzieli audycja szybko zdobyła popularność, stając się jedną z najszerzej rozpoznawalnych na Filipinach. Jednym z powodów odniesionego przez nią sukcesu był język. Nadawano ją bowiem po tagalsku, nie zaś w dawnych językach kolonialnych, takich jak angielski czy hiszpański. 
Yabut znany był ze swych trafnych komentarzy natury politycznej, często ryzykownych i budzących niezadowolenie władz. Nie wahał się krytykować polityków, co zresztą niejednokrotnie wpędzało go w kłopoty. 
Przeprowadzane przezeń wywiady wyróżniały się dużą bezpośredniością oraz wykorzystaniem potocznego i wulgarnego języka. W 1968 próbowano go zastrzelić. W najmniejszym stopniu nie speszyło to Yabuta. Dziennikarz szybko stał się ostrym krytykiem prezydenta Ferdinanda Marcosa. Podczas wprowadzonego przezeń stanu wojennego był kilkakrotnie właśnie z tego powodu aresztowany, pod z reguły sfabrykowanymi zarzutami. W 1975 trybunał wojskowy oczyścił go przykładowo z oskarżeń o gwałt. W 1979 próbowano z kolei przywołać dziennikarza do porządku zatrzymując go pod pretekstem krzywoprzysięstwa. 
Zmarł 22 lutego 1997 w szpitalu w Makati. Przyczyną zgonu był zawał mięśnia sercowego.

## Życie prywatne
30 maja 1952 w Lucenie poślubił Margaret Mcvey Hally. Para doczekała się pięciorga dzieci.